# Liste der geschützten Landschaftsbestandteile im Landkreis Lindau (Bodensee)
Im Landkreis Lindau (Bodensee) gab es im März 2024 insgesamt 12 ausgewiesene geschützte Landschaftsbestandteile.

## Geschützte Landschaftsbestandteile
| Angerbachtal                                                                     | BW | LB-01453 / 1 | Weiler-Simmerberg, Röthenbach (Allgäu)                                                       | ⊙ | 14,1 | 3. März 1995  |
| Baumbestand auf dem Blasenberg                                                   | BW | LB-01634     | Scheidegg Nicht durch eine Verordnung, sondern durch Anordnung geschützt.                    | ⊙ |      |               |
| Bäume im Bereich der Stadtpfarrkirche St. Peter und Paul in Lindenberg i. Allgäu |    | LB-01520 / 2 | Lindenberg i.Allgäu                                                                          | ⊙ | 0,94 | 7. Nov. 1986  |
| Heuried                                                                          | BW | LB-01633     | Lindau (Bodensee) Zwei Teilflächen:                                                          | ⊙ | 9,78 |               |
| Moorkomplex nördlich von Anderhalbs                                              | BW | LB-01524 / 5 | Maierhöfen                                                                                   | ⊙ | 0,46 | 5. Juli 1991  |
| Rothmoos                                                                         | BW | LB-01637     | Weiler-Simmerberg, Scheidegg Nicht durch eine Verordnung, sondern durch Anordnung geschützt. | ⊙ | 10,7 |               |
| Siebers-Wiesen und Stadelemoos in der Gemeinde Weißensberg                       | BW | LB-01519 / 4 | Weißensberg                                                                                  | ⊙ | 3,47 | 22. Aug. 1986 |
| Streuwiese südlich von Schreckenmanklitz                                         | BW | LB-01522 / 7 | Weiler-Simmerberg                                                                            | ⊙ | 1,44 | 28. Juni 1991 |
| Streuwiesen nördl. von Nagelringen                                               | BW | LB-01525 / 8 | Maierhöfen Zwei Teilflächen:                                                                 | ⊙ | 1,85 | 5. Juli 1991  |
| Toteisloch bei Vogelsang                                                         | BW | LB-01636     | Röthenbach (Allgäu) Nicht durch eine Verordnung, sondern durch Anordnung geschützt.          | ⊙ | 0,62 |               |
| Uferstreifen des Bodensees in Reutenen, Gemeinde Wasserburg (Bodensee)           | BW | LB-01521 / 3 | Wasserburg (Bodensee)                                                                        | ⊙ | 0,59 | 11. Dez. 1987 |
| Zechwald                                                                         | BW | LB-01523 / 6 | Lindau (Bodensee)                                                                            | ⊙ | 6,10 | 5. Juli 1991  |
| Legende für Geschützter Landschaftsbestandteil                                   |    |              |                                                                                              |   |      |               |